# 2206 Gabrova
2206 Gabrova (1976 GR3) là một tiểu hành tinh vành đai chính được phát hiện ngày 1 tháng 4 năm 1976 bởi N. S. Chernykh ở Đài vật lý thiên văn Crimean. Tiểu hành tinh được đặt tên sau tên Bulgarian city Gabrovo.